# Cantone di Château-Thierry
Il Cantone di Château-Thierry è una divisione amministrativa dell'arrondissement di Château-Thierry con capoluogo Château-Thierry.
A seguito della riforma approvata con decreto del 21 febbraio 2014, che ha avuto attuazione dopo le elezioni dipartimentali del 2015, non ha subito modifiche.

## Composizione
Comprende 21 comuni:
- Azy-sur-Marne
- Belleau
- Blesmes
- Bonneil
- Bouresches
- Brasles
- Château-Thierry
- Chierry
- Épaux-Bézu
- Épieds
- Essômes-sur-Marne
- Étampes-sur-Marne
- Étrépilly
- Fossoy
- Gland
- Marigny-en-Orxois
- Nesles-la-Montagne
- Nogentel
- Verdilly
- Bézu-Saint-Germain
- Mont-Saint-Père